# Islamisation de la bande de Gaza
L'islamisation de la bande de Gaza est le processus d'imposition des normes islamistes au sein de la bande de Gaza. Ce processus, qui a débuté avec la montée en puissance du Hamas face à l'OLP au début des années 1990, s'est accéléré après sa prise de pouvoir sur le territoire en 2007,. Le Hamas n'a cependant pas pris de mesures radicales visant à instaurer une théocratie.

## Système judiciaire
Bien que le Hamas ait promis lors de sa prise de pouvoir d'instaurer la charia, il a pris le parti de conserver le système juridique antérieur basé sur le droit ottoman (largement sécularisé par les Tanzimat) et la common law britannique,. Il a cependant parallèlement promu le système juridique informel coutumier qui résout les conflits au travers d'accords ne reposant pas sur les règles de l'état de droit. Le Hamas a accru le rôle des religieux dans ce système informel, remplaçant les mukhtar par des imams, ceux-ci privilégiant la charia (loi religieuse) sur le 'urf (coutume) comme base de leurs décisions.

## Système éducatif
Le Hamas a introduit ses propres manuels scolaires dans le système éducatif de Gaza en 2013. Dans ces derniers, il est indiqué que la Torah et le Talmud sont falsifiés. Par ailleurs, la Palestine y est définie comme un État musulman. Une loi instaurant la séparation entre les genres à l'école a été promulguée et les patrouilles ont été renforcées à l'université pour vérifier la conformité de l'habillement des étudiants avec la norme islamiste.

## Situation des femmes

### Code vestimentaire
Des cas de contraintes ont été signalés dans certains secteurs de la société gazaouie, visant à inciter les femmes à porter des vêtements islamiques, dont le hijab. À la fin des années 1970 et dans les années 1980, l'organisation Mujama al-Islamiya, prédécesseur du Hamas, aurait utilisé un mélange d'incitation et de coercition auprès des femmes urbaines éduquées de Gaza pour « restaurer » le port du hijab. Le Hamas a fait campagne pour le port du hijab, mais également pour l'obligation pour les femmes de rester à la maison, le clivage hommes femmes et la promotion de la polygamie. Au cours de ces campagnes, les femmes qui choisissaient de ne pas porter le hijab étaient harcelées verbalement et physiquement, de sorte que le hijab était finalement porté « juste pour éviter les problèmes dans la rue ».
Après avoir pris le contrôle de la bande de Gaza en juin 2007, le Hamas a tenté de faire appliquer la loi islamique dans le territoire en imposant le hijab aux femmes dans les tribunaux, les administrations et les écoles,,.
Ces tentatives d'islamisation se sont toutefois heurtés à des mouvements de résistance. Lorsque le juge Abdel Raouf Al-Halabi de la Cour suprême palestinienne a ordonné aux avocates de porter des foulards et des caftans au tribunal, celles-ci ont contacté des chaînes de télévision, dont Al-Arabiya, pour protester. Le ministère de la justice du Hamas a alors décidé de faire marche arrière sur cette décision.
En 2007, le groupe islamique Swords of Truth a menacé de décapiter les présentatrices télé qui ne porteraient pas une tenue islamique stricte. « Nous les égorgerons d'une veine à l'autre si nécessaire pour protéger l'esprit et la morale de cette nation », indique leur déclaration. Le groupe a également accusé les présentatrices radio d'être « sans aucune honte ou morale ». Des menaces personnelles contre les présentatrices ont également été envoyées sur leurs téléphones portable sans que l'on sache vraiment si ces menaces provenaient du même groupe. Les présentatrices gazaouies interrogées par l'Associated Press ont déclaré avoir été terrifiées par ces déclarations.

### Autres restrictions
En 2009, le Hamas interdit aux filles de monter en scooter derrière un homme et aux femmes de danser. Une journaliste palestinienne, Asma al-Ghul, a été arrêtée sous prétexte qu'elle était habillée de manière impudique sur une plage de Gaza et qu'elle avait été vue en train de rire en public.
En 2010, le Hamas a brièvement mis en œuvre, puis révoqué, une interdiction pour les femmes de fumer en public déclarant qu'il s'agissait d'une mesure visant à réduire le nombre croissant de divorces,. La même année, le Hamas a également tenté d'imposer une interdiction aux femmes de se faire coiffer par des hommes, en s'appuyant sur les pouvoirs du ministre de l'intérieur, Fathi Hammad : l'interdiction a finalement été levée après un tollé général.
En février 2011, selon le Centre palestinien pour les droits de l'homme, le Hamas a tenté de renouveler l'interdiction, en forçant cinq coiffeurs à ne plus travailler des salons de coiffure pour femmes. Selon l'un des coiffeurs, la police lui a demandé de signer une déclaration par laquelle il s'engageait à renoncer à sa profession sous peine d'être arrêté et de se voir infliger une amende de 20 000 shekels. L'homme a d'abord refusé, puis a signé après avoir été menacé d'être emprisonné car ce qu'il faisait était « contraire à la charia ». Par ailleurs, plusieurs salons de beauté et de coiffure ont été la cible d'explosions ou de dégradations que le Hamas a imputées aux groupes d'opposition,,.
En 2013, l'UNRWA annule son marathon annuel à Gaza après que les dirigeants du Hamas ont interdit aux femmes de participer à la course.
En 2015, le Hamas interdit les célébrations du Nouvel An, déclarant que ces célébrations « offensaient les valeurs et les traditions religieuses du territoire ».

### Polygamie
La polygamie s'est développée sous l'influence du Hamas, alors que le taux global de mariage a diminué,.

## Musique et internet

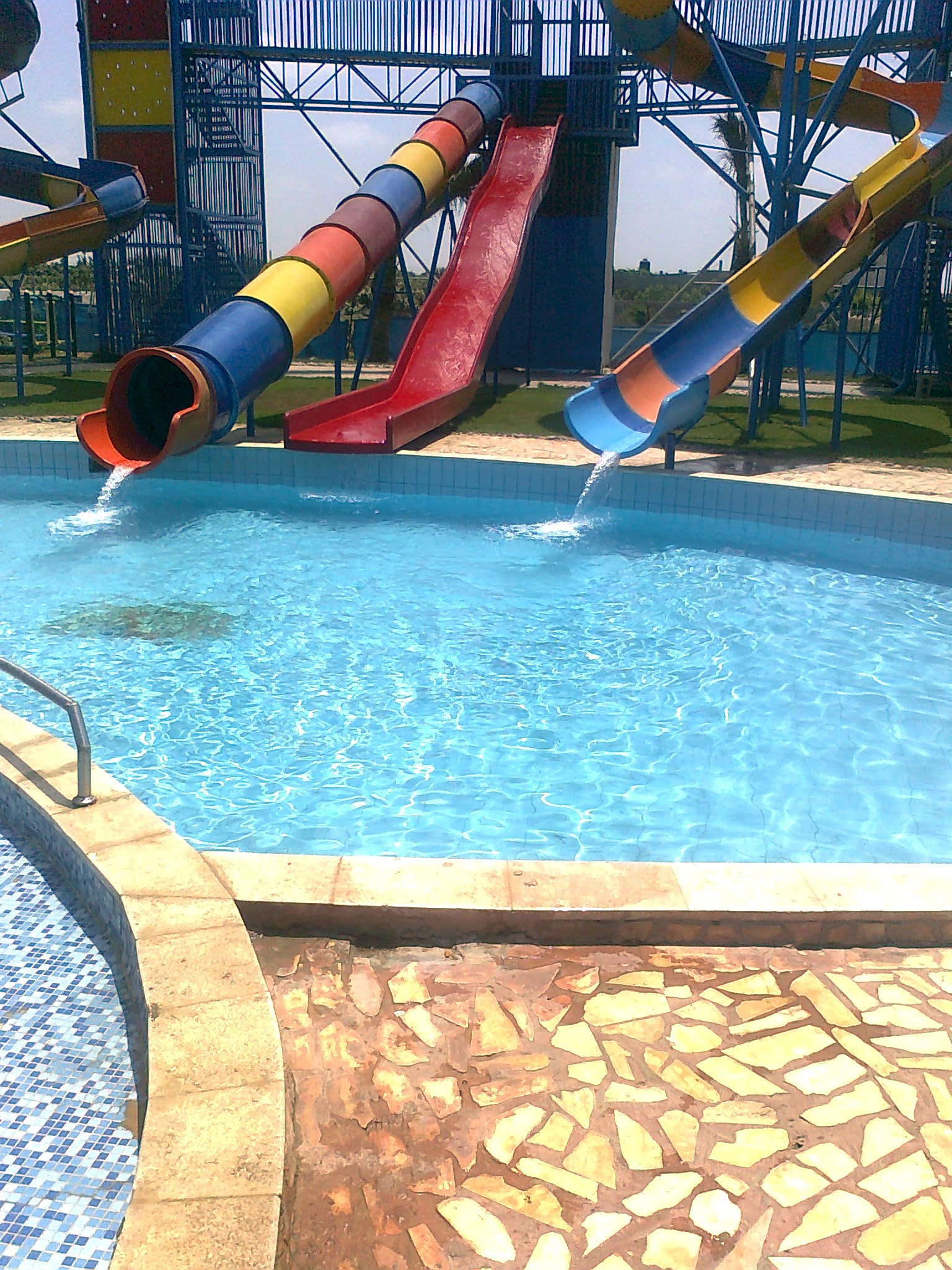
Crazy Water Park dans la Bande de Gaza

À partir d'octobre 2006, pendant le conflit entre le Fatah et le Hamas, et jusqu'à la mi-2007, des dizaines de cafés Internet et de magasins de musique de Gaza ont été victimes d'attaques nocturnes. Ramzi Shaheen, porte-parole de la police de Gaza, a déclaré à Ha'aretz en 2007 que la méthode d'opération était toujours la même, mais qu'il n'y avait pas de preuves tangibles de l'identité des auteurs de ces attaques et donc, pas d'arrestation. Ramzi Abu Hilao, propriétaire d'une salle de billard dont l'établissement a été dynamité, a déclaré qu'il n'avait reçu aucun avertissement préalable, mais qu'il avait reçu, après l'attentat, un message émanant d'un groupe appelé « Les épées de la vérité ». La déclaration, qui commençait par un verset du Coran, prétendait vouloir corriger les comportements déviants de la société palestinienne. La police a déclaré qu'aucune revendication crédible de ces attentats n'avait été retenue. Les médias estiment qu'une « brigade des mœurs » de militants musulmans est très probablement à l'origine de ces attentats.
En 2007, le Comité pour la propagation de la vertu et la prévention du vice, qui se disait à l'époque indépendant du gouvernement, a passé à tabac un chanteur local à Gaza après qu'il eut donné un concert à Khan Younis, selon le journal londonien Al-Quds Al-Arabi.
Le groupe islamiste Swords of Truth a revendiqué le bombardement de cafés Internet, de magasins de musique et de salles de billard, qu'il considérait comme des lieux de vice. Les assaillants faisaient exploser de petites bombes à l'extérieur des commerces la nuit, causant des dégâts sans faire de blessés. Le porte-parole du Hamas, Ismail Ridwan, a nié tout lien avec le groupe.
En avril 2010, le Hamas a envoyé la police pour interrompre le premier grand concert de hip-hop dans la bande de Gaza, évènement qu'il considérait comme immoral. Il a déclaré que les organisateurs n'avaient pas obtenu de permis.
En 2013, des responsables religieux islamiques ont critiqué le concours de chant Arab Idol, en expliquant que voter pour des chansons est mal, immoral, et un « crime contre la cause de notre peuple ».
En août 2021, des groupes inspirés par le groupe État Islamique (ISIS) s'en sont pris au Bianco Resort, l'un des sites touristiques les plus luxueux de la bande de Gaza, d'avoir organisé un concert de musique pour hommes et femmes. Le complexe a été gravement endommagé par un engin explosif placé contre un des murs extérieurs.

## Prohibition des livres
La censure de livres est très répandue dans la bande de Gaza. En 2007, l'interdiction, en raison d'un contenu prétendument obscène, d'un recueil de 45 contes populaires palestiniens intitulé Speak, Bird, Speak Again, a provoqué un tollé. Le romancier palestinien Zakariya Mohammed considère que la décision du Hamas d'interdire ce livre n'est qu'un début. Il a déclaré : « Si nous ne nous opposons pas aux islamistes maintenant, ils n'arrêteront pas de confisquer livres, chansons et coutumes ».

## Colonies de vacances
En mai 2010, un groupe de militants inconnu jusqu'alors, se faisant appeler « The Free of the Homeland », publie une déclaration critiquant l'Office de secours et de travaux des Nations unies pour les réfugiés de Palestine dans le Proche-Orient (UNRWA) qui propose des camps de vacances pour les jeunes dans la bande de Gaza. La publication prétend que l'organisation « enseigne aux écolières le fitness, la danse et l'immoralité ». Deux jours plus tard, une vingtaine d'hommes armés de fusils d'assaut attaquent un camp d'été géré par l'UNRWA. Selon un témoin oculaire, les assaillants ont déchiré de grandes tentes marabouts et brûlé des installations de stockage sur le site. Pour John Ging, directeur des opérations de l'UNRWA à Gaza, il s'agit d'une « attaque contre le bonheur des enfants ». Un porte-parole du Hamas a condamné l'attaque et a assuré que les autorités « traqueront les auteurs ».
En juin 2010, un groupe d'environ deux douzaines d'hommes, armés et masqués, attaque un autre camp d'été de l'UNRWA à Gaza. Les assaillants ligotent un gardien du camp, puis tentent de mettre le feu à deux tentes et à une clôture d'enceinte. Ils détériorent également une piscine en plastique, un toboggan gonflable et des jouets. Le Hamas a condamné l'attaque et a déclaré qu'une enquête était en cours.

## Parc aquatique

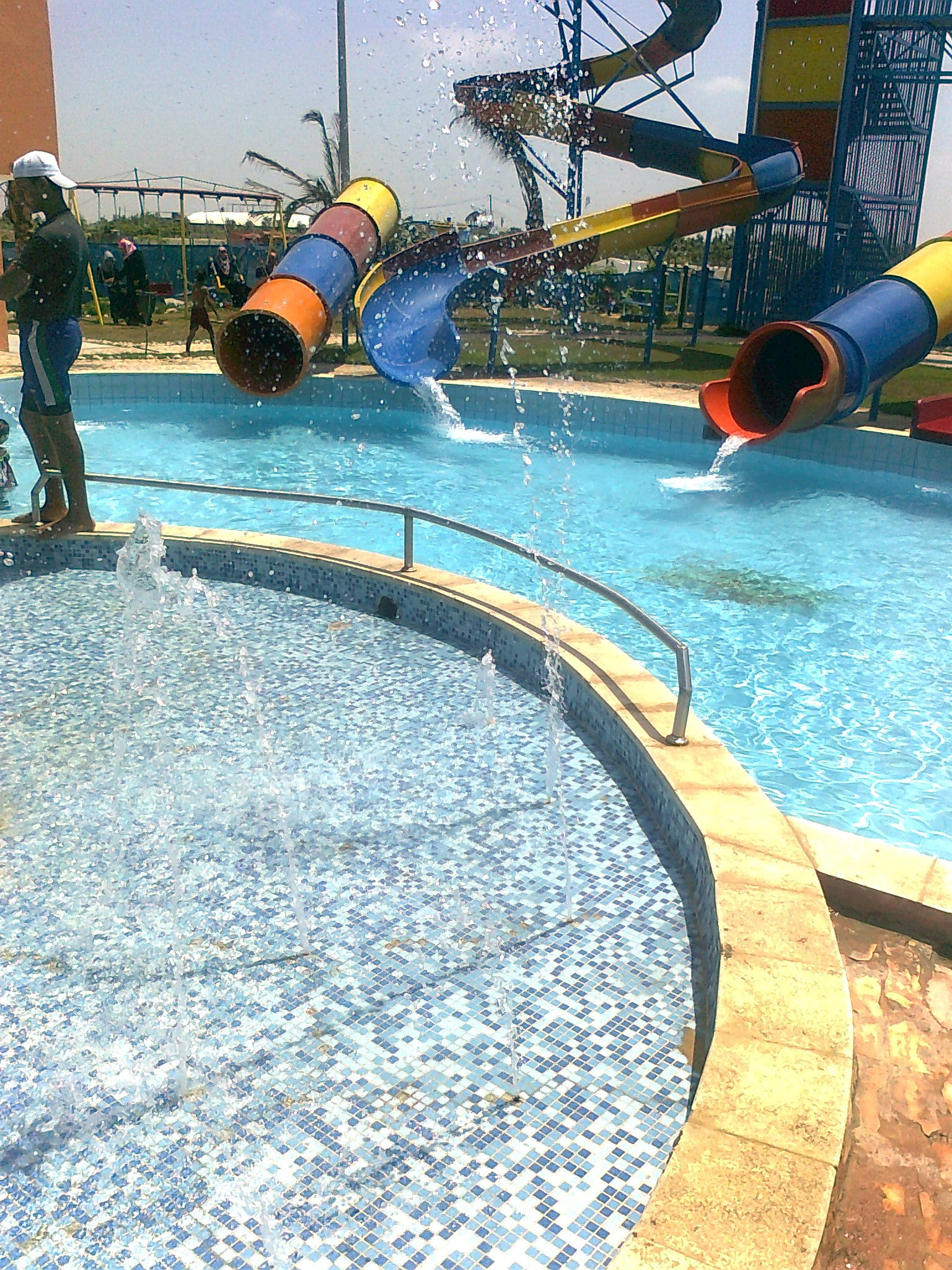
Le Crazy Water Park

En septembre 2010, le parc aquatique « Crazy Water », l'un des sites de divertissement les plus populaires de la bande de Gaza, est fermé par le Hamas au prétexte que le complexe n'a pas de licence valide. Deux semaines plus tard, le site est incendié par un groupe d'assaillants armés. Le gouvernement du Hamas a condamné l'attaque et promis de poursuivre les auteurs. Le mois précédent, des policiers du Hamas avaient fait une descente dans le centre et expulsé des dizaines d'hommes et de femmes qui s'étaient rassemblés à l'occasion d'un repas de rupture du jeûne du Ramadan. Le propriétaire du site a été sommé de ne plus organiser d'événements où les hommes et les femmes s'assoient ensemble.
Bien que le groupe à l'origine de cette action n'ait pas été clairement identifié, il paraît clair que des militants islamistes opposés à la mixité ont détruit le parc aquatique de Gaza,,.

## Autres restrictions
Le « ministère de la dotation islamique » créé par l'administration du Hamas a déployé des membres du Comité pour la propagation de la vertu et la prévention du vice pour mettre en garde la population contre les dangers des rencontres amoureuses, des jeux de cartes et des tenues vestimentaires impudiques.
En 2013, de jeunes Palestiniens sont arrêtés par la police de Gaza parce qu'ils ont une coupe de cheveux à la mode avec du gel coiffant, certains d'entre eux ont été battus et tous ont été rasés de force avant d'être relâchés. Une quarantaine de jeunes ont ainsi été arrêtés en raison de leur coiffure novatrice ou de leurs pantalons jugés impudiques, trop larges ou trop moulants .
En 2008, le Hamas a demandé à PATEL, la principale société de télécommunications palestinienne, de bloquer l'accès aux sites Internet à caractère pornographique. « L'objectif est de protéger la communauté palestinienne de la pollution culturelle et de protéger les jeunes générations de l'utilisation dévoyée d'Internet par la consultation de sites pornographiques », a déclaré Taher al-Nono, porte parole du Hamas.
En mai 2017, le Hamas interdit les promenades de chiens dans Gaza, au motif de « protéger nos femmes et nos enfants ». Les responsables du Hamas ont déclaré que l'interdiction faisait suite à une augmentation du nombre de chiens dans les rues, ce qui va « à l'encontre de la culture et des traditions de Gaza ».

## Conséquences pour les chrétiens
En 2007, on compte environ 3 000 chrétiens à Gaza, pour une population totale de 1,5 million d'habitants et les deux religions cohabitent plutôt bien.
Les choses changent avec la prise de pouvoir du Hamas en juin 2007. Au mois de mai, le groupe Jihadia Salafiya est soupçonné d'avoir attaqué une école des Nations unies à Gaza, après que l'école a organisé un événement sportif mixte. Le mois suivant, le cheikh Abu Saqer, chef de Jihadia Salafiya, déclare qu'il attend des chrétiens « qu'ils comprennent que le nouveau gouvernement du Hamas implique des changements profonds. Ils doivent être prêts à accepter le régime islamique s'ils veulent vivre en paix à Gaza ».
En octobre 2007, Rami Khader Ayyad, propriétaire de la seule librairie chrétienne de Gaza, est enlevé, battu et assassiné après que sa librairie a été incendiée. Selon la famille et les voisins d'Ayyad, il recevait régulièrement des menaces de mort anonymes. Ismail Haniyeh, chef du Hamas de Gaza, condamne l'assassinat d'Ayyad et déclare que le Hamas « ne permettra à personne de saboter les relations entre musulmans et chrétiens ». Aucun groupe n'a revendiqué le meurtre,,.
En 2012, une manifestation publique est organisée par des dizaines de chrétiens qui affirment que deux chrétiens ont été convertis de force à l'islam et détenus contre leur gré.

## Talibanisation de la Bande de Gaza
Dans l'ouvrage The Fundamentalist City? édité par Nezar AlSayyad et Mejgan Massoumi, la conférencière Francesca Giovannini note qu'un nombre croissant d'analystes dénoncent ouvertement les « efforts systématiques, massifs et explicites » de talibanisation menés par le Hamas dans la bande de Gaza.
En 2007, Samir Mashharawi, responsable du Fatah, déclare que « le Hamas vise à établir un mini-État dans la bande de Gaza sur le modèle de l'État taliban en Afghanistan ». Le chroniqueur d'Al-Ayyam, Abd Al-Nasser Al-Najjar, qualifie le Hamas de "nouveau taliban". Il se demande comment ce mini-État du nouveau taliban pourra gérer la bande de Gaza sous un siège international étouffant et considère qu'un « État islamique [dirigé par] les nouveaux talibans est devenu une réalité à Gaza ».
La même année, Mahmoud Abbas, président de l'Autorité palestinienne, demande aux Palestiniens de s'opposer fermement « à ceux qui souhaitent noyer notre peuple dans un océan de sang et de ténèbres, transformer une confrontation politique en une confrontation religieuse sectaire, détruire l'unité entre les [différents] secteurs et sectes au sein du peuple palestinien... et imposer une culture de l'hostilité et du takfir ». En 2008, il indique qu'avec le Hamas « Gaza se transformera en un émirat islamique de type taliban avec le soutien de l'Iran et de la Syrie » .
En 2009, le journaliste arabe israélien Khaled Abu Toameh note que le « Hamas transforme peu à peu la bande de Gaza en une entité islamique de type Taliban qui menace non seulement Israel, mais aussi les Américains, les Européens et les Arabes et musulmans modérés ». Selon Jonathan Fighel, chercheur à l'Institut international pour la recherche sur le terrorisme (ICT), l'objectif idéologique et stratégique du Hamas est de détruire Israël afin d'y édifier un État islamique fondé sur la charia, à la manière des talibans.